# Villa Oldenburg

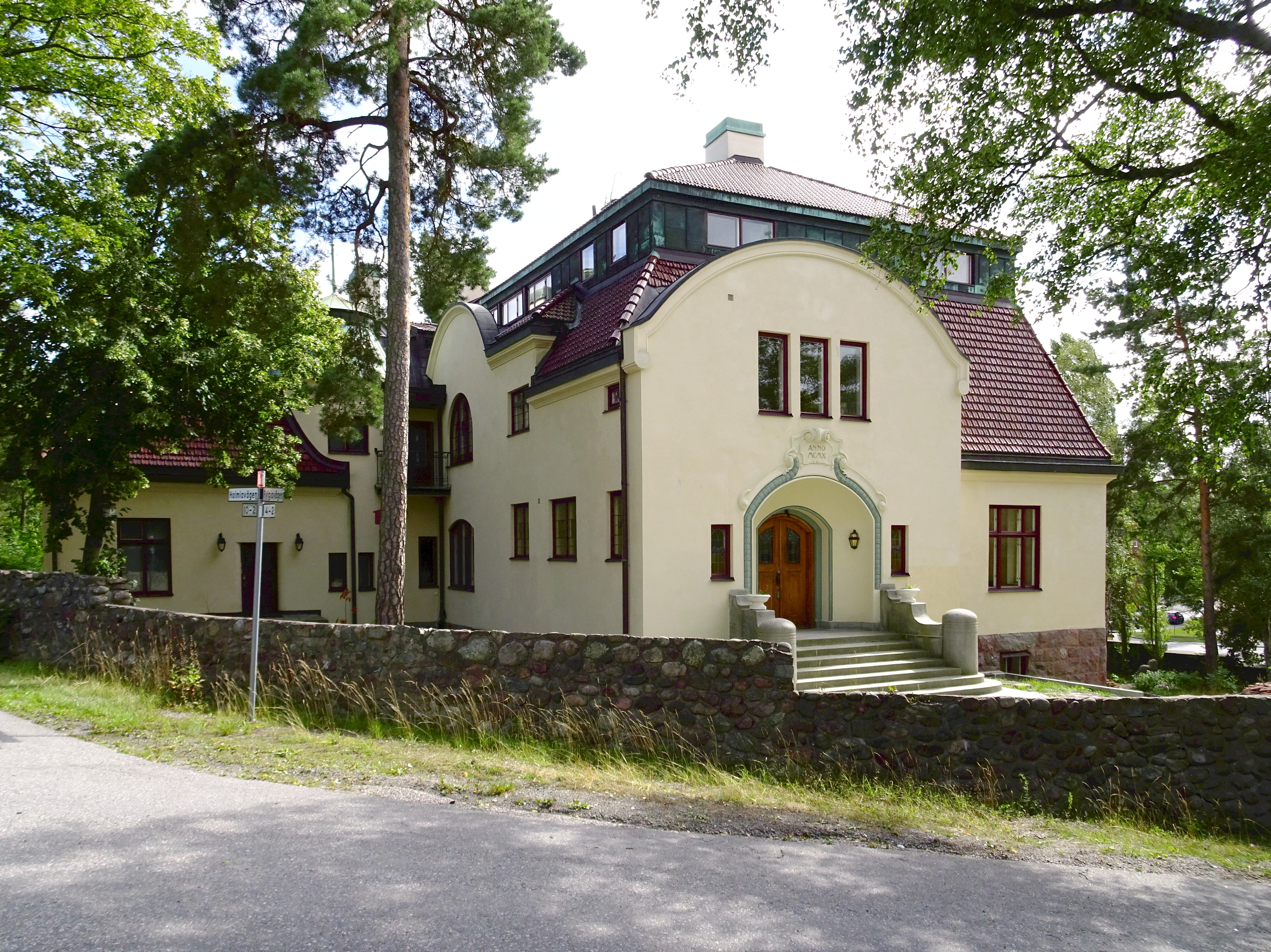
Villa Oldenburg sedd från Holmiavägen / Fylgiavägen, augusti 2021.

Villa Oldenburg är en flerfamiljsvilla i kvarteret Holmia vid Fylgiavägen 4 i kommundelen Hersby i Lidingö kommun. Byggnaden uppfördes 1909–1910 efter ritningar av arkitekt Per Olof Hallman och har enligt kommunen ett mycket högt kulturhistoriskt värde.

## Historik

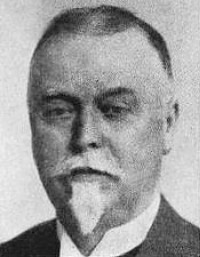
Uno Oldenburg.

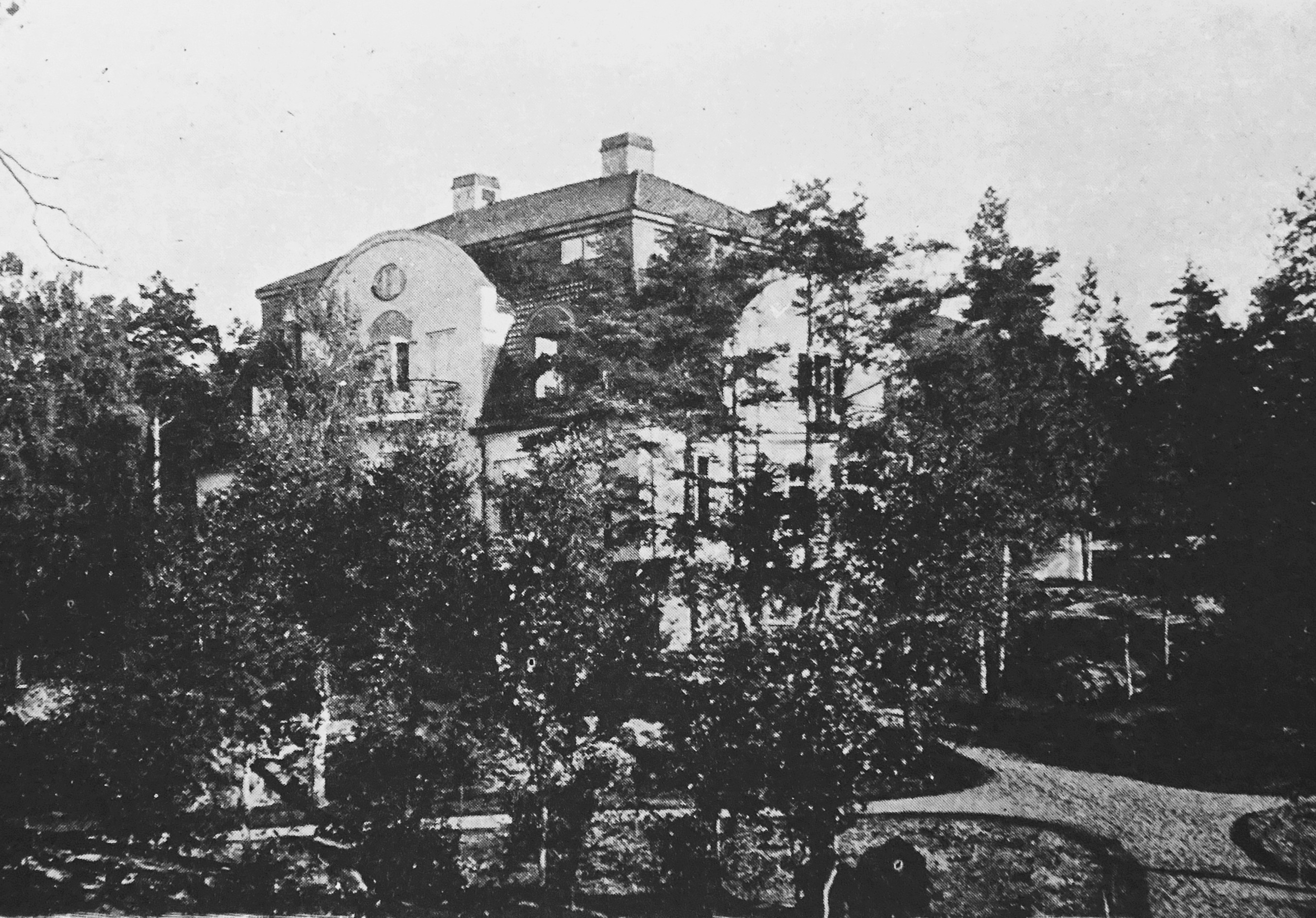
Villa Oldenburg sedd från Östra Sveavägen (nuvarande Lejonvägen), 1910.

Villa Oldenburg tillhör de äldsta villabyggnader som uppfördes i det 1906 nybildade AB Lidingö Villastad. Byggherre var direktör Uno Oldenburg arkitekt Per Olof Hallman – männen var gifta med var sin syster – att gestalta byggnaden. Hallman var även upphovsmannen till den första stadsplanen för Lidingö villastad. 
Uno Oldenburg (1865-1938) var vice häradshövding och notarius publicus. Han var styrelseordförande i Arvid Böhlmarks Lampfabrik och delaktigt vid bildandet av Lidingö villastad. Byggnaden stod färdig 1910 och upptog de fyra västliga fastigheterna Holmia 1, 2, 3 och 11. Oldenburgs villa blev kvarterets största, mest påkostade och praktfulla byggnad.
Villan karaktäriseras av arkitektur i jugendbarock med stora burspråk, portaler, trapphustorn, bågformiga frontespiser och ett mäktigt med fönsterband avdelat takfall. Till den indragna huvudportalen leder en monumental granittrappa och över entréns syns årtalet ”Anno MCMX” (1910), byggnadens färdigställande. I en kartusch på frontespisen mot Lejonvägen avbildas Oldenburgs sammanflätade initialer ”UO” omgiven av symboler för handel, sjöfart och justitia vilka påminner om Oldenburgs yrken. 
De stora tomterna på Holmia 1, 2 och 3 omgärdas mot gatan av kraftiga murar av fältsten till vilka smäckra smidesgrindar i jugend kontrasterar. På tomten finns terrasser och höga karaktärsträd. När huset på fastigheten Holmia 1 byggdes gjordes det i samklang med naturen.

### Villans vidare öden
Fastigheten ägs sedan 1978 av Stiftelsen Ulf Lundahls minnesfond vars syfte är ”att främja barns och ungdoms vård och fostran eller utbildning”. Enligt minnesfondens stadgar får fastigheterna Holmia 1, 2 och 3 inte säljas. Efter 2010 och framåt renoverades huset varsamt varvid bland annat den ursprungliga fasadkulören återställdes. Byggnaden hyrs ut som bostad till flera familjer.
För att göra den unika byggnaden tillgänglig för allmänheten fanns planer på att inrätta ett kulturhus för Lidingö kommun i huset eller låta en skola flytta in. Gällande ett kulturcentrum var det myndighetskrav på handikappanpassningar som fick projektet att stupa. Även skolans speciella önskemål skulle inkräkta alltför mycket på villans historiska interiörer från tidigt 1900-tal.
Stiftelsen Ulf Lundahls minnesfond äger även de båda obebyggda granntomterna Holmia 2 och 3. Här föreslog minnesfonden några nya mindre hyreshus exempelvis studentbostäder eller ungdomsbostäder. Enligt ett start-PM upprättat av Lidingö stad 2015 skall de nya husens volymer anpassas till områdets karaktär av villastad och placeras med ”respektavstånd” till Villa Oldenburg.

## Bilder

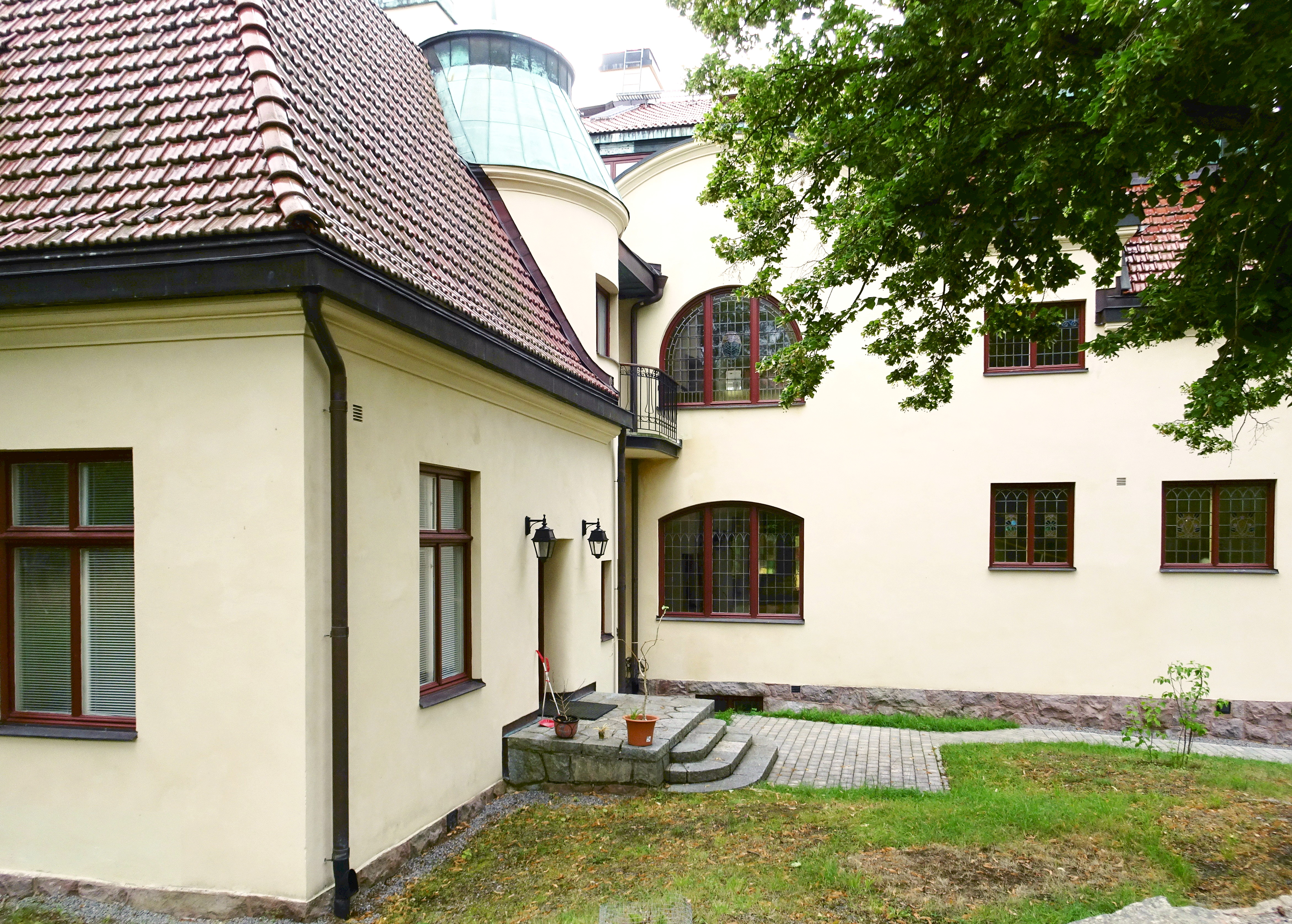
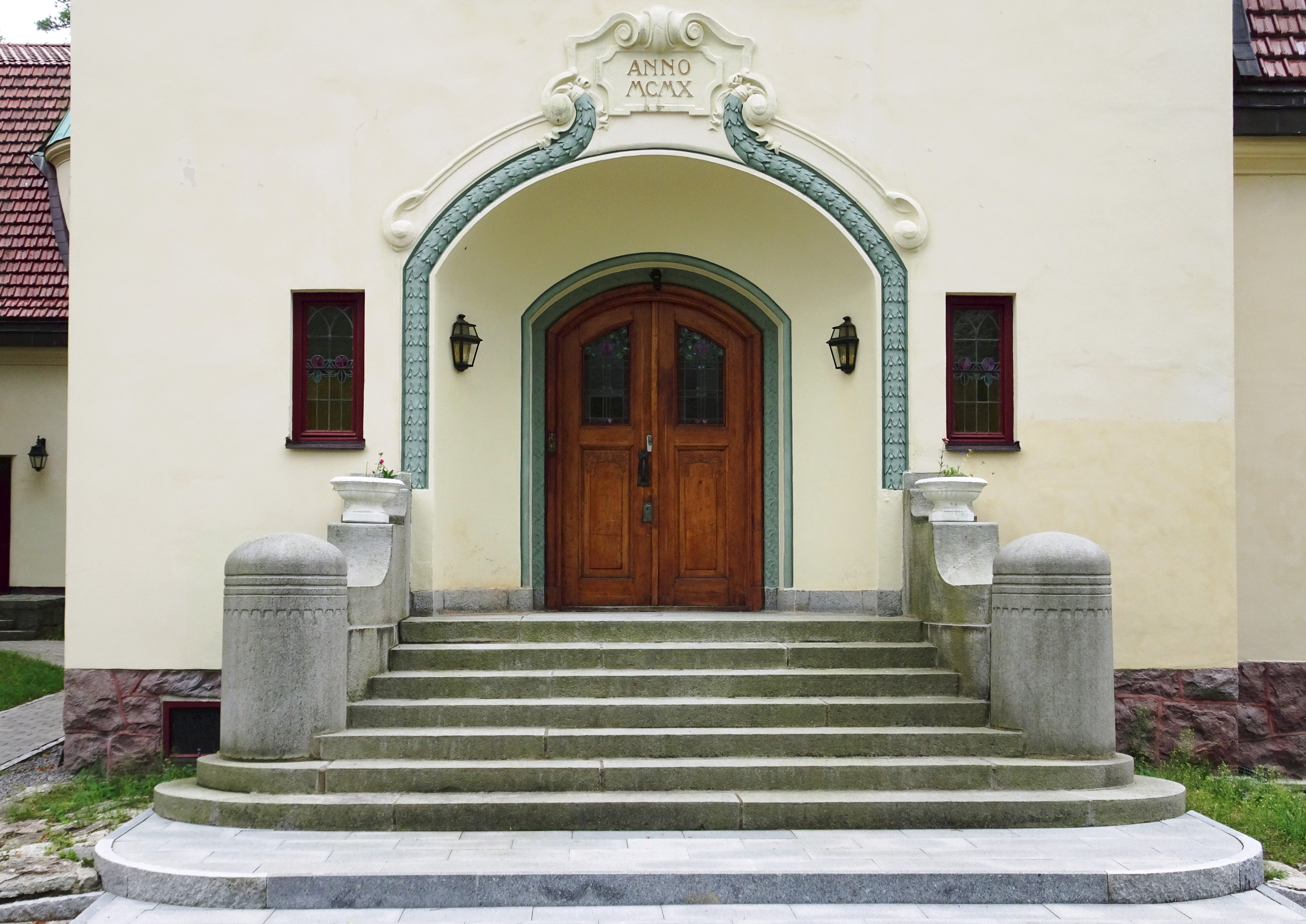
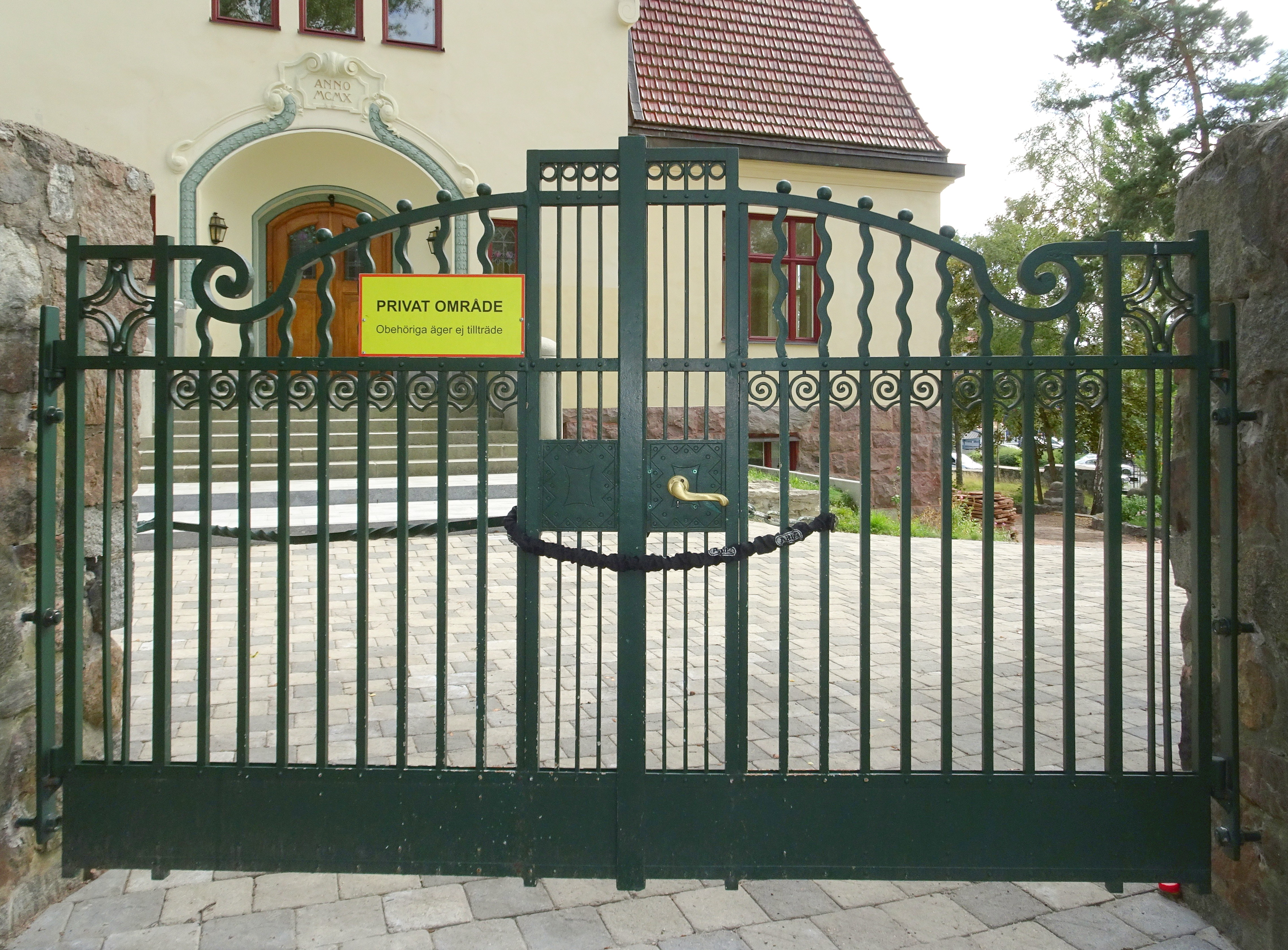
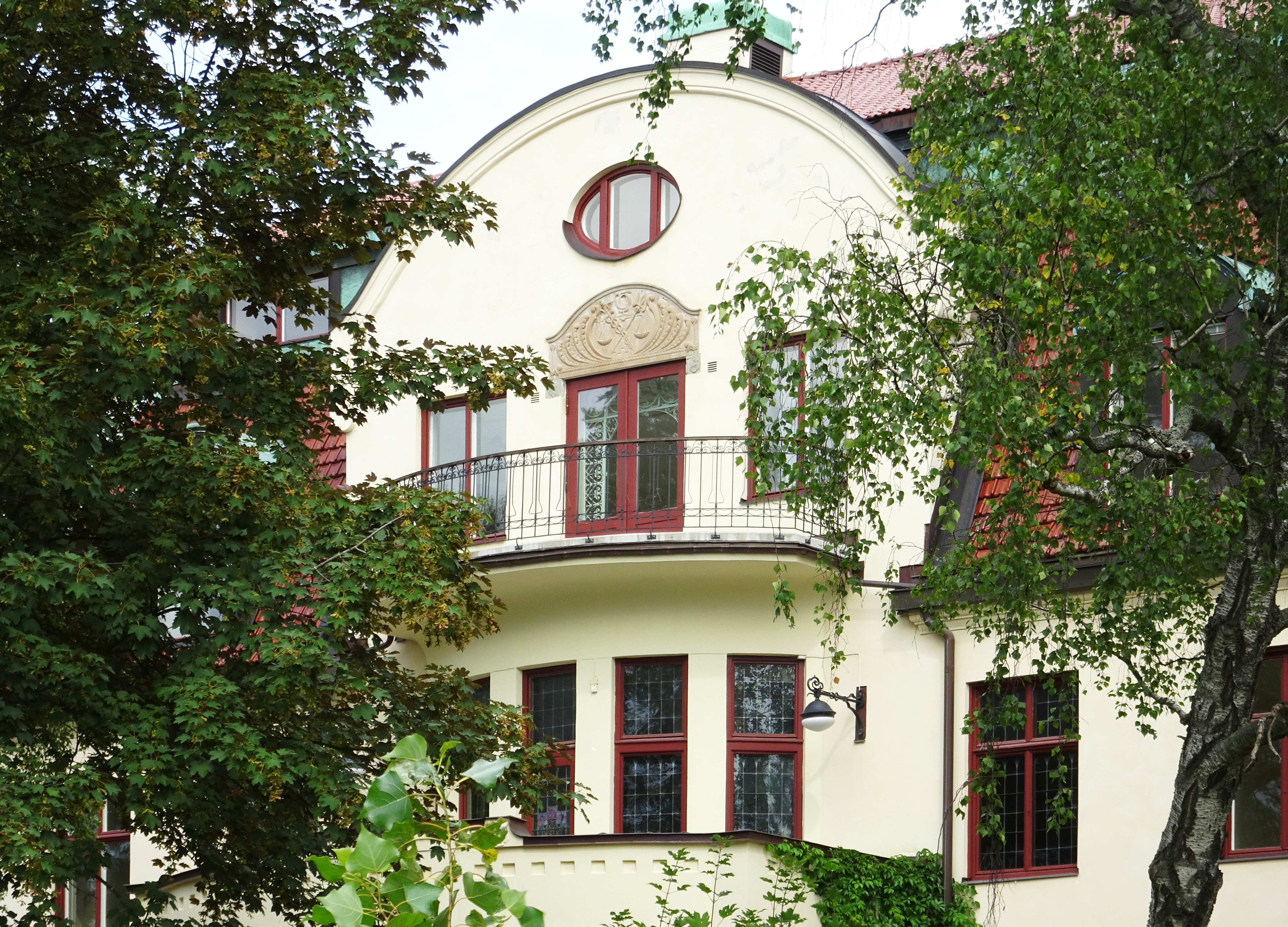
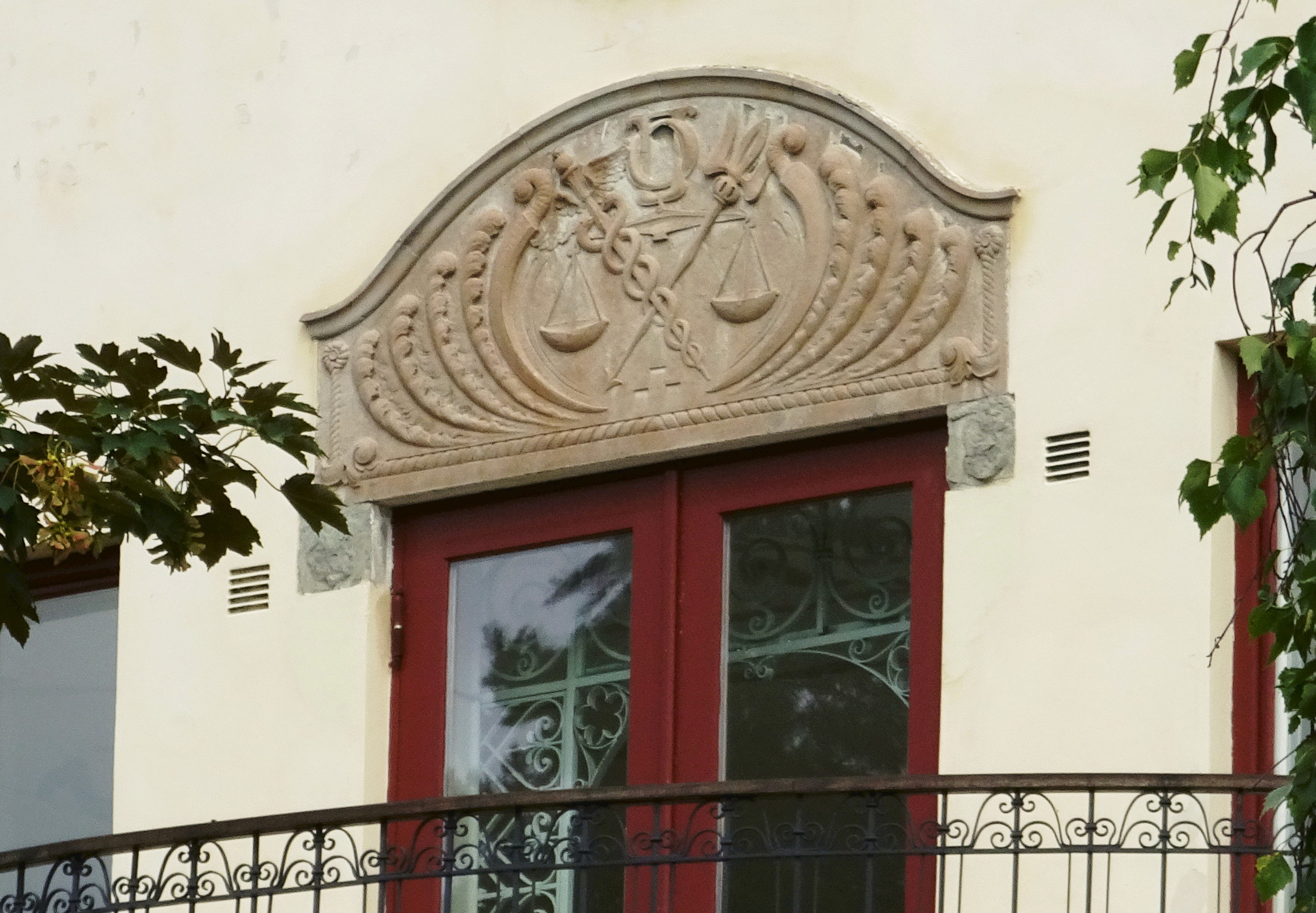